# Listă de plante cu efect nedovedit de curățare, purificare și detoxifiere a organismului uman
Efectele tămăduitoare ale plantelor medicinale au fost studiate, descrise și folosite încă din preistorie și până în zilele noastre. În cadrul farmacologiei studentul în farmacie învață să recunoască planta, care parte din ea, la ce stadiu de creștere, sub ce formă de folosire și, mai ales, care sunt dozele curative, care este potențialul lor nociv (care sunt efectele nedorite). Una dintre regulile de bază ale medicinei este că nu tratăm boli, ci oameni bolnavi de vârste, sex, ponderi, sensibilități diferite. O atenție deosebită trebuie acordată interferențelor, reacțiilor încrucișate benefice sau malefice cu alte tratamente, alimente, etc. Industria farmaceutică izolează substanța curativă din plantă, o purifică, o dozează, o sterilizează și o prezintă în starea cea mai indicată pentru a asigura reușita tratamentului. Adesea, datorită dificultăților inerente fiecăreia dintre aceste faze, se preferă folosirea preparatului sintetic, în locul celui natural.
Administrarea în scopuri medicale de plante, fragmente, sau extracte de plante de către amatori, sau presupuși „tămăduitori” pot duce la intoxicări, rezultate nedorite sau, în cazul cel mai bun, nu au dat rezultate fie, datorită calităților scontate inexistente la planta respectivă, fie, datorită speranțelor neîntemeiate în vindecări miraculoase, „acumulări de sănătate”, etc.
Detoxifierea a fost denumită „delir în masă”.

## Plante cu efect nedovedit de curățare, purificare și detoxifiere a organismului uman.[A]

### Avertisment
Utilizarea necorespunzătoare a plantelor cu efect de curățare, purificare și detoxifiere a organismului uman se poate dovedi a fi nu numai nefolositoare, dar și dăunătoare pentru organism. Aceste plante conțin nu doar substanțe nutritive și vitamine, ci și multe alte substanțe care, printr-o pregătire necorespunzătoare, se pot transforma în otravă.

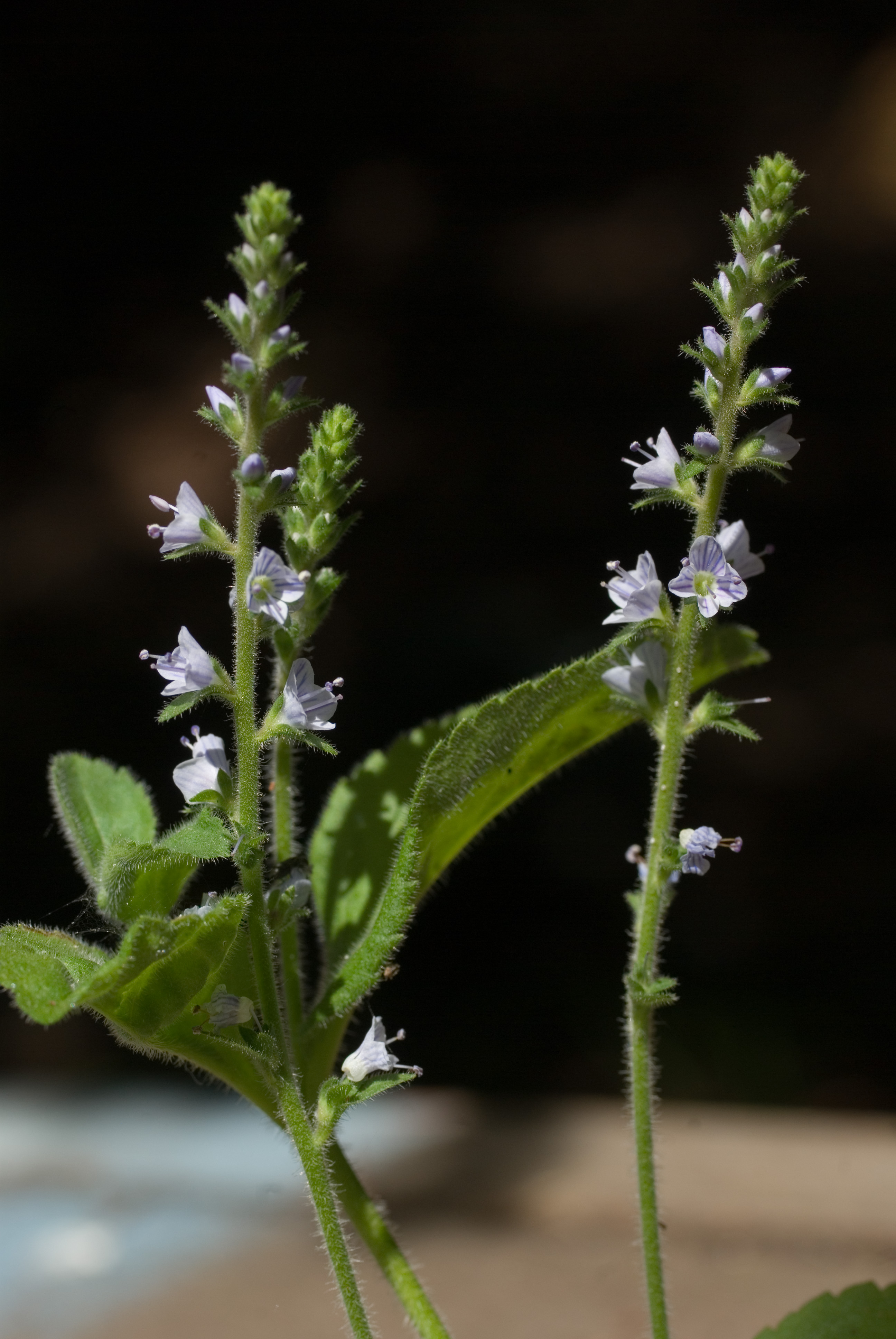
Veronica officinalis

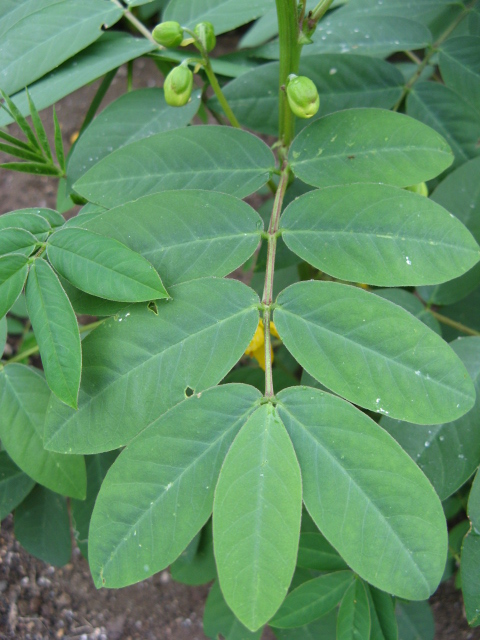
Frunze de Senna occidentalis

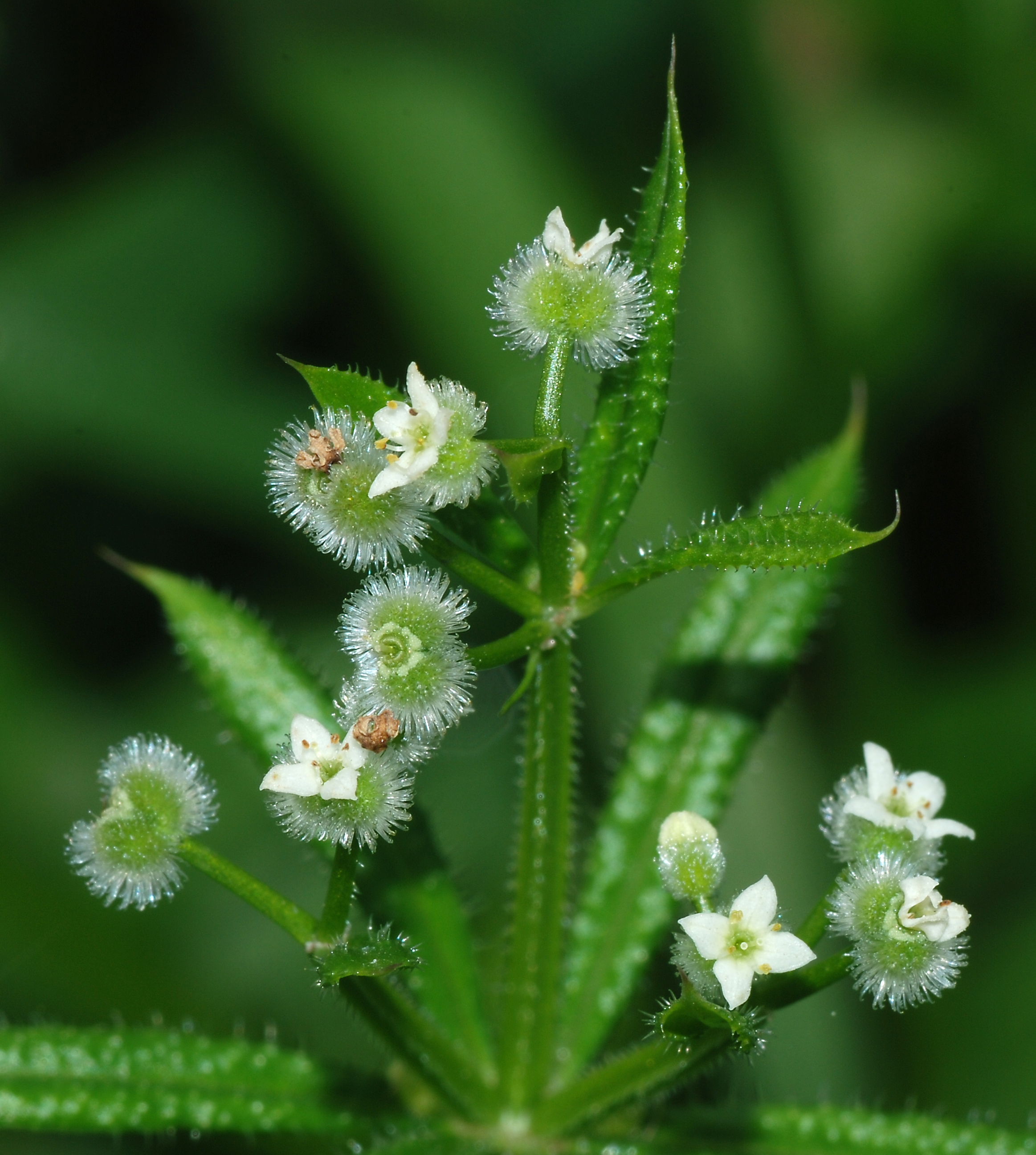
Lipicoasă

- Brusture, rădăcină
- Cicoare
- Coada șoricelului
- Dud[2]
- Frasin, fructe
- Ienupăr, fructe
- Izmă bună
- Lemn dulce, rădăcină
- Lipicioasă (Galium aparine)[3][4][5]
- Mesteacăn, frunze
- Osul iepurelui
- Păpădie, rădăcină
- Porumbar
- Rocoină
- Sânziene
- Senna, frunze[6]
- Soc, flori
- Panseluță[7]
- Urzică
- Ventrilică[8] (Veronica officinalis)

## Plante cu efect nedovedit de „curățare a ficatului”
N.B. Medicina modernă nu cunoaște un „efect de curățare a ficatului”
- Armurariu, fructe
- Cătină, fructe
- Fenicul, fructe
- Păpădie, rădăcină
- Iască
- Lămâie, ulei esențial
- Lemn dulce, rădăcină
- Măceș, fructe
- Schinduf, fructe
- Sulfină
- Ciuperci Shitake

## Citate
„Nu există nici o dovadă în biologia umană care să indice faptul că avem nevoie de repaos alimentar sau oricare altă formulă de dezintoxicare pentru detoxifierea organismului, deoarece avem propriile noastre organe interne și sistemul imunitar, care au grijă de excreția toxinelor.”—Frank M. Sacks, MD, Professor of Cardiovascular Disease Prevention; Professor of Medicine; Faculty Affiliate in the Department of Molecular Metabolism (Profesor de Prevenție a Bolilor Cardiovasculare, Departamentul de Nutriție) Harvard School of Public Health, Email:fsacks@hsph.harvard.edu 